# Йоцич, Станое
Станое Йоцич (серб. Станоје Јоцић; род. 5 июня 1932 года) — югославский футболист, нападающий. В 1952 году стал лучшим бомбардиром чемпионата Югославии по футболу.

## Клубная карьера
Станое начал свою карьеру в футбольном клубе «ОФК», в 1952 году. В его составе он провел 1 сезон, за который сыграл 35 матчей и забил 21 мяч, став лучшим бомбардиром чемпионата Югославии по футболу.

В 1954 году перешел в футбольный клуб «Партизан» из Белграда. За 3 года в его составе он провел 41 матч и забил 16 мячей. В 1957 году покинул данную команду.

После ухода из «Партизана», вернулся в «ОФК». За 2 года в его составе он сыграл 17 матчей, и забил 11 мячей. В 1959 году завершил профессиональную карьеру.

С 1952 по 1954 года выступал за сборную Югославии. В ее составе провел 4 матча, и забил 2 мяча.